# Агросем
АГРОСЕМ (англ. Agrosem, LLC) — одна з провідних аграрних компаній України, товариство з обмеженою відповідальністю, дилер сільськогосподарської продукції. Заснована 9 вересня 2007 року.
Входить у ТОП-10 дистриб'юторів насіння та засобів захисту рослин. У 2018 році займала 2,7 % обсягу продажів серед дистриб'юторів.
За даними agroportal.ua вважається одним із лідерів серед компаній-імпортерів водорозчинних добрив станом на 1 півріччя 2019 року.

## Діяльність
Компанія має 10 представництв по всій Україні та 6 сервісних центрів, що працюють на Західній Україні.
Територія обслуговування компанії — 24 області.

## Напрямки роботи
- Є офіційним дистриб'ютором гібридів та сортів насіння сільськогосподарських культур KWS, MAS Seeds, BREVANT Seeds[5], STRUBE, SAATEN-UNION, EURALIS. У портфоліо є ексклюзивні продукти: гібриду озимого ріпаку Фактор від KWS та гібриду кукурудзи MAS 20. A від MasSeeds[6].

- У своєму портфоліо має мінеральні добрива компаній Yara International[7] та Alventa й азотні добрива від компанії Grupa Azoty.

- Реалізовує сучасні засоби захисту рослин від провідних насіннєвих виробників Corteva Agriscince, ALFA Smart Agro, Summit-Agro, BASF, Bayer, Rizobacter.

- Є офіційним дистриб'ютором сільськогосподарської техніки провідних виробників: John Deere[8],[9], Vaderstad, Sulki, Geringhoff, Lindsay, Fast, Zurn, Nardi, Gregoire Besson, Monosem.

- Займається впровадженням інноваційних рішень від John Deere, DJI та iMETOS.

## Логістика

### Склади
Склади, де зберігаються насіння, добрива та засоби захисту рослин, розміщені по всій території України: у Київській, Львівській, Вінницькій, Тернопільській, Кіровоградській, Сумській, Херсонській, Дніпропетровській, Полтавській, Хмельницькій, Запорізькій та Одеській областях. Загальна їх кількість — 19. На 6 з них встановлено систему контролю температурного режиму, яка допомагає зберігати продукцію між сезонами польових робіт. Зокрема два з них на Київщині та по одному — на Львівщині, Вінниччині, в Дніпрі та Одесі.
Запчастини знаходяться у 7 складах на Західній Україні. У них міститься понад 11 тисяч номенклатур (це понад 40 тисяч одиниць компонентів та 60 т мастильних речовин).
Основний склад по запчастинах знаходиться у Львові.

### Логістичний центр
Триває будівництво логістичного центру на Львівщині, який з’єднає кордон цього регіону України  з Польщею для виконання експортно-імпортних операцій на єворопейській та широкій коліях.
У березні 2020 року введено в експлуатацію склад та відкритий майданчик, загальною місткістю сумарного зберігання 5 тис. т.
Влітку 2020 року планується відкриття складу на 4,5 тис. т.  й складу з дотриманням температурного режиму

### Транспорт
Компанія працює з більш ніж з 800 транспортними компаніями.
Щодня «Агросем» виконує понад 65 замовлень, це близько 2,5 тис. т добрив, насіння та засобів захисту рослин.
Має власний автопарк техніки для доставлення товарів до клієнтів — це вантажні автівки Scania: 4 десятитонники і 1 двадцятитонник.
Ці машини перевозять близько 300 т продукції за тиждень, це до 1 000 т товарів на місяць.

## Історія
2007 — рік заснування компанії. Початок співпраці з бельгійською компанією SES VanderHave.
2008-2009 — офіційне дилерство з компаніями Strube-Dieckmann (насіння) та Yara (добрива), з якими компанія працює і досі.
2010-2011 — компанія формує дилерську мережу по продажу сільськогосподарської техніки та починає співпрацю з Maschio-Gaspardo.
2012 — відкриває новий напрям бізнесу — засоби захисту рослин. І розпочинає співпрацю з Makhteshim Agan, ADAMA. Початок співпраці з Saaten Union (Germany), Brandt Holdings (USA).
2013 — розвиток клієнтської підтримки і післяпродажного сервісу. Початок співпраці з Saatbau (насіння).
За 3 роки входить у десятку компаній, які продають насіння цього виробника.
У лютому 2013 року компанії присвоєно кредитний рейтинг uaBBB-.
2014 — стає офіційним дилером техніки John Deere в Західній Україні.
2015 — укладено дилерські контракти з Dow Seeds, Stoller, Prograin, MAS Seeds і KWS.
2016 — стала дилером John Deere у Рівненській області, яка перейшла компанії від Українського Дистриб'юторського Центру, з яким John Deere не продовжив контракт. Заключає дилерський контракт з Lindsay
2017 — з листопада «Агросем» стала офіційним дилером John Deere ще в трьох областях України: Закарпатській, Івано-Франківській та Чернівецькій областях. Починає співпрацю з Väderstad.
2018 — перевідкриття напрямів бізнесу засобів захисту рослин з компаніями ALFA Smart Agro, Arysta LifeScience і Summit Agro.
2019 — почала співпрацю з BASF, Bayer, Corteva Agriscience (захист рослин), Sulky, Geringhoff, Kramer, Gregoire Besson, ZURN (техніка).

## Проєкти
- З 1 грудня 2017 року раз на рік проводить «Школу сервісного інженера» від «Агросем». Це можливість для випускників та студентів останніх курсів аграрних вишів навчитися практичної роботи з технікою John Deere та стандартам її обслуговування[18].

- 1 листопада 2019 року — запуск програми лояльності AGROPLUS+ з особистим кабінетом для кожного клієнта й історією покупок[19].

- 1 травня 2020 р. — запуск онлайн-магазину добрив Yara в роздріб[20].

- Щорічні бізнес-пікніки, семінари[21] та Дні поля[22][23].

- Учасник проєкту АгроПолігон John Deere[24][25].

- Участь у благодійних заходах[26],[27].

## Членство в організаціях
Член Європейської Бізнес Асоціації.
Член УКАБ.
Член Асоціації «Дунайська соя»,.

## Нагороди
2017 р. — отримали FarmSight Level 3.0 від John Deere.
23 жовтня 2019 р. — сертифікат субдистриб'ютора компанії BASF SE.
26 жовтня 2019 р. — Олександр Бохан отримав перше місце серед сервісних інженерів за версією John Deere.